# 송금선
송금선(宋今璇, 일본식 이름: 福澤玲子(후쿠자와 레이코), 1905년 1월 15일 ~ 1987년 10월 24일, 한성부 출생)은 덕성여자대학교 초대 학장을 지낸 한국의 교육자이다. 본관은 여산(礪山)이며, 아호는 남해(南海)이다.

## 생애
숙명여고보를 졸업하고 일본으로 유학했다. 도쿄여자고등사범학교를 졸업한 뒤 귀국하여 모교와 진주일신여자고등보통학교, 동덕여자고등보통학교 교사를 거쳐 1934년 이화여자전문학교 교수가 되었다.
1937년 조선부인문제연구회에 가입하여 순회 강연을 다니면서부터 친일 활동을 시작했다. 그해 조선총독부의 방송선전협의회에서 친일 강좌를 맡았고, 조선귀족 부인들과 여성계 친일 인사들이 공동 조직한 애국금차회에도 가담했다.
전시체제 하에서 송금선의 친일 행적은 국민정신총동원조선연맹, 국민총력조선연맹에서 활동하고 친일 잡지 《신시대》에 기고하는 등으로 계속된다. 친일 단체의 총본산격인 임전대책협의회, 조선임전보국단에 가입하였고, 학병으로 지원할 것을 독력하는 연설 활동에도 적극 참가했다. 《매일신보》에는 “이제 어디를 가든지 정말로 황국신민이 되었다는 자랑과 의무를 느낀다.”라고 하였고 이어 “여학생의 생도들도 어디까지나 군국의 어머니로서 교육되어야 한다.”라고 했다. 종전 직전 패전이 가시화되자 본토에서 최후의 1인까지 싸울 것을 독려하기 위해 조직된 조선언론보국회 평의원이 되기도 했다.
1940년 총독부의 지지 하에 차미리사의 뒤를 이어 덕성여자실업학교(현 덕성여자고등학교의 전신) 교장이 되었고, 1950년에는 현 덕성여대의 전신인 덕성여자초급대학을 세우고 초대 학장에 취임했다.
2002년 발표된 친일파 708인 명단에 포함되었고, 2008년 민족문제연구소에서 친일인명사전에 수록하기 위해 정리한 친일인명사전 수록예정자 명단에도 선정되었다. 2009년 친일반민족행위진상규명위원회가 발표한 친일반민족행위 705인 명단에 포함되었다.
덕성여대 이사장을 지낸 박원국이 송금선의 아들이다.

## 같이 보기
- 조선임전보국단

## 참고자료
- 김삼웅 (1995년 2월 1일). 〈송금선 : "반도 지식여성들 군국어머니로 힘쓰자" (김민철)〉. 《친일파 100인 100문 - 친일의 궤변, 매국의 논리》. 서울: 돌베개. ISBN 9788971990704.
- 조병래·임경구·전홍기혜 기자 (2002년 3월 8일). “친일파 된 여성 교육선각자들 - <자료입수> 김활란 등 선각 여성 5인의 친일행적”. 프레시안. 2008년 2월 6일에 확인함.

| 전임 박준섭 | 제4대 덕성학원 재단 이사장 1955년 6월 1일 - 1977년 | 후임 박원국 |